# Hilderik II.
Hilderik II. (653. – 675.), kralj Franaka od 673. – 675. godine
Ovaj brat kralja Klotara III. dolazi na najvišu državnu dužnost poslije sumnjive smrti svog prethodnika u plemićkoj zavjeri. Kako novi kralj nije uspio ispuniti iščekivanja plemića koji su ga postavili on ubrzo na kraju "pripravničkog" roka biva ubijen "nesretnim" slučajem tijekom lova. U neredima koji su potom uslijedili Franačka država je više od deset godina bila bez kralja.
Novi kralj postaje Theodorik III. prema željama velikaša Pipina koji je priskrbio svu vlast u državi.
| Prethodnik: | Kralj Franačke | Nasljednik:   |
| Klotar III. | Kralj Franačke | Teodorik III. |